# Iwanowice (powiat kaliski)
Iwanowice – wieś w Polsce, położona w województwie wielkopolskim, w powiecie kaliskim, w gminie Szczytniki. Dawniej miasto; uzyskały lokację miejską w 1460 roku, zdegradowane w 1870 roku. Do 1954 roku siedziba gminy Iwanowice.

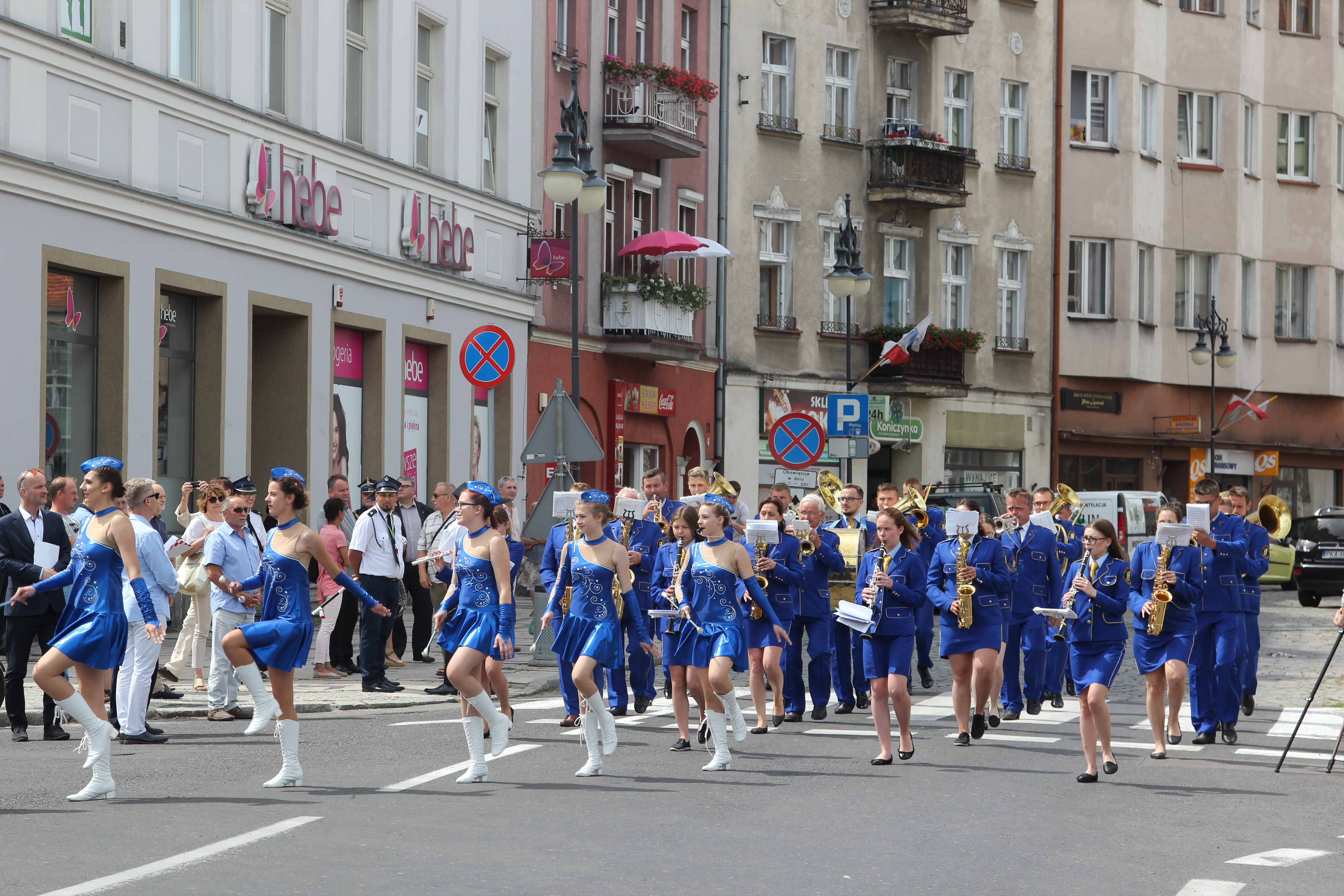
Orkiestra OSP Iwanowice na Wojewódzkim Przeglądzie Orkiestr Dętych OSP w Kaliszu (2019)

W latach 1954–1972 wieś należała i była siedzibą władz gromady Iwanowice. W latach 1975–1998 wieś administracyjnie należała do województwa kaliskiego. 
| SIMC    | Nazwa   | Rodzaj    |
| ------- | ------- | --------- |
| 0209763 | Górki   | część wsi |
| 0209770 | Krzywda | część wsi |
| 0989005 | Strużka | część wsi |

## Historia
Iwanowice powstały prawdopodobnie już na pocz. XIII w., kiedy to w l. 1212-25 kasztelanem kaliskim był rycerz Iwan, syn komesa Pawła z Końskiego, z rodu Odrowążów. On to zapewne poza kasztelanią został obdarzony "surowym" obszarem ziemi, bądź też osadą uprzednio zniszczoną, na miejscu której założył Iwanowice. W 1294 w Iwanowicach musiał już być kościół, bowiem wtedy za spalenie i zrabowanie dóbr arcybiskupich w kluczu opatowskim książę Przemysł II skonfiskował m.in. Główczyn w par. Iwanowice. Pierwsza wzmianka o samych Iwanowicach zawarta jest w aktach ziemskich sieradzkich z 1392, gdzie wymienia się Victora de Iwanowic z synami Mateuszem i Świętosławem.
W 1460 r. na prośbę Bartłomieja Gruszczyńskiego, podkomorzego sieradzkiego, Kazimierz IV Jagiellończyk lokował tu miasto na prawie magdeburskim. Wytyczono rynek, a miasto otrzymało przywilej na jeden targ w tygodniu oraz jarmark w dniu św. Katarzyny. Gruszczyńscy byli właścicielami miasta od pocz. XV w., a od pocz. XVI w. należało ono do Potworowskich, od 1574 r. do pocz. XVIII w. do Zakrzewskich i od I poł. XVIII w. do Chlebowskich, następnie Lanckorońskich, a od końca XVIII w. i na pocz. XIX w. do Wężyków. Rozkwit miasto osiąga w XVI w. Za czasów Stefana Batorego było tu 50 rzemieślników. W XVIII w. było to osiedle rolnicze. W 1793 r. mieszkało tu 616 osób w 110 domach krytych słomą. W 1808 Wężykowie wybudowali tu drewniany zbór dla ewangelickich osadników niemieckich sprowadzonych w okolice miasta. Spłonął on w 1818, po czym zbór przeniósł się do kościoła murowanego w Sobiesękach. Od 1869 r. miasto zostało osadą. Ostatni burmistrz nazywał się Jan Rosłaniec. Tzw. trakt kaliski wytyczony w 1903 r. ominął Iwanowice i został wytyczony przez Szczytniki, które obecnie są siedzibą gminy.

## Zabytki
Dawny rynek to pl. Kordeckiego, a na nim figura św. Wawrzyńca i pomnik z 1966 r. postawiony dla pamięci pomordowanych w czasach II wojny światowej. Ul. Zamkowa prowadzi w kierunku istniejącego dawniej gródka właścicieli miasta.
Kościół św. Katarzyny zbudował Barłomiej Gruszczyński ok. 1460 r. W XVII w. powiększono go o barokową kaplicę św. Barbary fundacji Marianny Potworowskiej. Pod kaplicą krypta grobowa Gruszczyńskich. W 1887 r. od zachodu dobudowano do kościoła pseudogotycką wieżę, a w l. 1929-1932 dobudowano nowe prezbiterium, kaplicę św. Trójcy i zakrystię. W czystym gotyku zachowała się dawna zakrystia (obecnie kaplica św. Antoniego) z gotyckim żebrowaniem stropu.
Ołtarze rokokowe, ołtarz główny złocony, ozdobiony figurami 4 ewangelistów. W ołtarzu głównym XVIII-wieczny obraz MB Łaskawej z Dzieciątkiem w srebrnej sukience. Na zasuwie obraz św. Katarzyny. W bocznych ołtarzach obrazy olejne dobrego pędzla. W jednym z nich obraz św. Anny, a pod nim na złotym tle obraz Jezusa Miłosiernego z MB Bolesną. U dołu postać fundatora, którym był bp. Jan Gruszczyński herbu Poraj (Róża). Jest to najcenniejszy obraz w kościele – z 1460 r. W wyposażeniu kościoła gotycka kamienna chrzcielnica z ornamentem i gotyckim napisem i datą „1360”.
W kruchcie gotycka kropielnica kamienna z datą „1464”. Ambona w kształcie łodzi z XIX w. Cenne kamienne nagrobki w stylu renesansu. Pawła i Katarzyny Potworowskich, dziedziców Iwanowic. Paweł, podkomorzy ziemi kaliskiej, zm. 1 listopada 1595 r. a jego żona w rok później. Monumentalny grobowiec z ciosanego kamienia zdobiony jest panopliami, napisami i h. Dębno, nieczytelnym, Topór i Korab, w zwieńczeniu h. Szeliga, Jastrzębiec, Nałęcz i Lubicz. Obie postacie przedstawione są na leżąco: jedna nad drugą. W pobliżu chóru – płyta z ciemnego marmuru przedstawia rycerza w zbroi. Wyryty napis głosi, że jest to nagrobek Jana Baranowskiego, wojewody sieradzkiego. Trzeci nagrobek, z piaskowca, z XVI/XVII w. przedstawia rycerza w zbroi i niewiastę. Nie ma tu napisów, lecz rzeźba przedstawia Dobrogosta Potworowskiego, sędziego ziemskiego kaliskiego h. Dębno i jego żonę h. Korab. Tablice epitafijne czczą pamięć ur. w Iwanowicach ks. prymasa Jana Gruszczyńskiego oraz (dwie) o. Augustyna Kordeckiego. Na jednej z nich napis: „Pamiątka tymczasowa poświęcona w r. 1999 ks. Augustynowi Kordeckiemu, słynnemu przeorowi oo. Paulinów, dzielnemu obrońcy Częstochowy od najazdu Szwedów, chlubie Narodu Polskiego, a w szczególności parafii iwanowickiej, w której się ur. 16 listopada 1603 r., zm. w Wieruszowie 20 maja 1673 r., pochowanemu w grobach klasztornych na Jasnej Górze, z prośbą o Zdrowaś Maria za Jego duszę”. Także jeden z dzwonów nosi nazwę Augustyna Kordeckiego. Jest na nim wyryty napis: "Miłosierdzie, błogosławieństwo i pokój wzywać będę dla wszystkich moich rodaków. Imię moje Augustyn Kordecki". Pomnik Kordeckiego stoi w Szczytnikach.

## Ludzie związani z Iwanowicami
W 1703 w Iwanowicach urodził się prymas Władysław Aleksander Łubieński, poplecznik carycy Katarzyny II, opłacany stałą pensją przez rosyjską ambasadę.
Na miejscowym cmentarzu jest pochowany Ignacy Andrzejewski (1882–1961), powstaniec wielkopolski, uczestnik szturmu na niemiecki magazyn broni w Kościanie.